# Dreamlinux
Dreamlinux — Бразильский Дистрибутив Linux, основанный на Debian-testing и 100%-совместимый с ним. Возможна загрузка с live CD и USB-флеш-диска, а также установка на жёсткий диск компьютера.
Главная задача — создать систему сразу готовую к повседневной работе, обладающую изящным интерфейсом, нетребовательную к аппаратным средствам и поддерживающую дух свободного программного обеспечения.
Дистрибутив использует Xfce, модифицированный так, чтобы быть похожим на Mac OS X.

## Версии

### Dreamlinux 2.2 MM GL Edition (2007)
DreamLinux Multimedia Edition 2.2 с AIGLX включает Beryl-AIGLX. Одной из ключевых особенностей этой версии является автоматическая настройка AIGLX для карт NVIDIA и ATI.

### Dreamlinux 3.0 (2008)
Версия Dreamlinux Desktop Edition 3.0 вышла с основательно переработанным дизайном. Полностью поддерживает независимую архитектуру Flexiboost, основанную на перекрывающихся модулях. Эта технология позволяет использовать два (и более) раздельных менеджеров окон (в настоящее время GNOME и Xfce).
В дополнение к 700MB ISO образу (образ CD), также доступен 130MB Multimedia Module, включающий в себе поддержку DVD. Это сделано в первую очередь для того, чтобы запускать с USB flash drive, что предпочтительнее, чем запуск с live-CD.

#### Новые приложения
В предыдущих версиях отсутствовали следующие программы:
- Gthumb (вместо GQview)
- программа обмена сообщениями Pidgin
- модуль Ndiswrapper
- Установщик WineQ + Wine Doors

#### Другие особенности
- Загрузка с любого устройства CDROM/USB;
- Своя панель управления Dreamlinux Control Panel
- Собственный установщик Dreamlinux (Installer);
- Easy Install — установка многих программ и настроек одним щелчком;
- Theme-Switcher в GNOME changes больше не требует перезагрузки X;
- Setup-Network Manager для остановки, запуска, перезапуска сетей. Автонастройка сетевой конфигурации в процессе загрузки;
- Cupsys доступен сразу после загрузки;
- Новый мастер для emerald-themes;
- Новые обои;
- Новые иконки;
- Новые темы для Avant Window Manager & AWN-Dock (выберите AWN Manager в DCP);
- Новые темы GDM

### Dreamlinux 3.5 (2009)
Dreamlinux 3.5 — это обновление Dreamlinux 3.0. В качестве рабочего стола по умолчанию используется XFCE. Дополнительно в виде модуля доступен менеджер окон GNOME. Обновлено графическое оформление: добавлены новые иконки и темы GTK. Релиз базируется на стабильном версии Debian 5.0 Lenny. В отличие от базового дистрибутива используется ядро Linux версии 2.6.28.

### Dreamlinux 4.0 (альфа)
13 октября 2009 года вышел первый альфа релиз Dreamlinux 4.0. В новую версии дистрибутива включены: ядро 2.6.29.3, Xfce 4.6.1, wbar вместо Engage dock, SMPlayer для всех задач мультимедиа, новая GTK+ тема Go_Steel, основанная на Aurora GTK+.

### LiveUSB
LiveUSB-версия дистрибутива Dreamlinux может быть создана с помощью программы UNetbootin.